# Mari (Paraíba)
Mari is een gemeente in de Braziliaanse deelstaat Paraíba. De gemeente telt 21.137 inwoners (schatting 2009).